# 1859 en science
| Années de la science : 1856 - 1857 - 1858 - 1859 - 1860 - 1861 - 1862    |
| Décennies de la science : 1820 - 1830 - 1840 - 1850 - 1860 - 1870 - 1880 |

Cet article présente les faits marquants de l'année 1859 en science.

## Événements
- 21 mars : création de la Société zoologique de Philadelphie. Le zoo est ouvert au public le 1er juillet 1874[1].

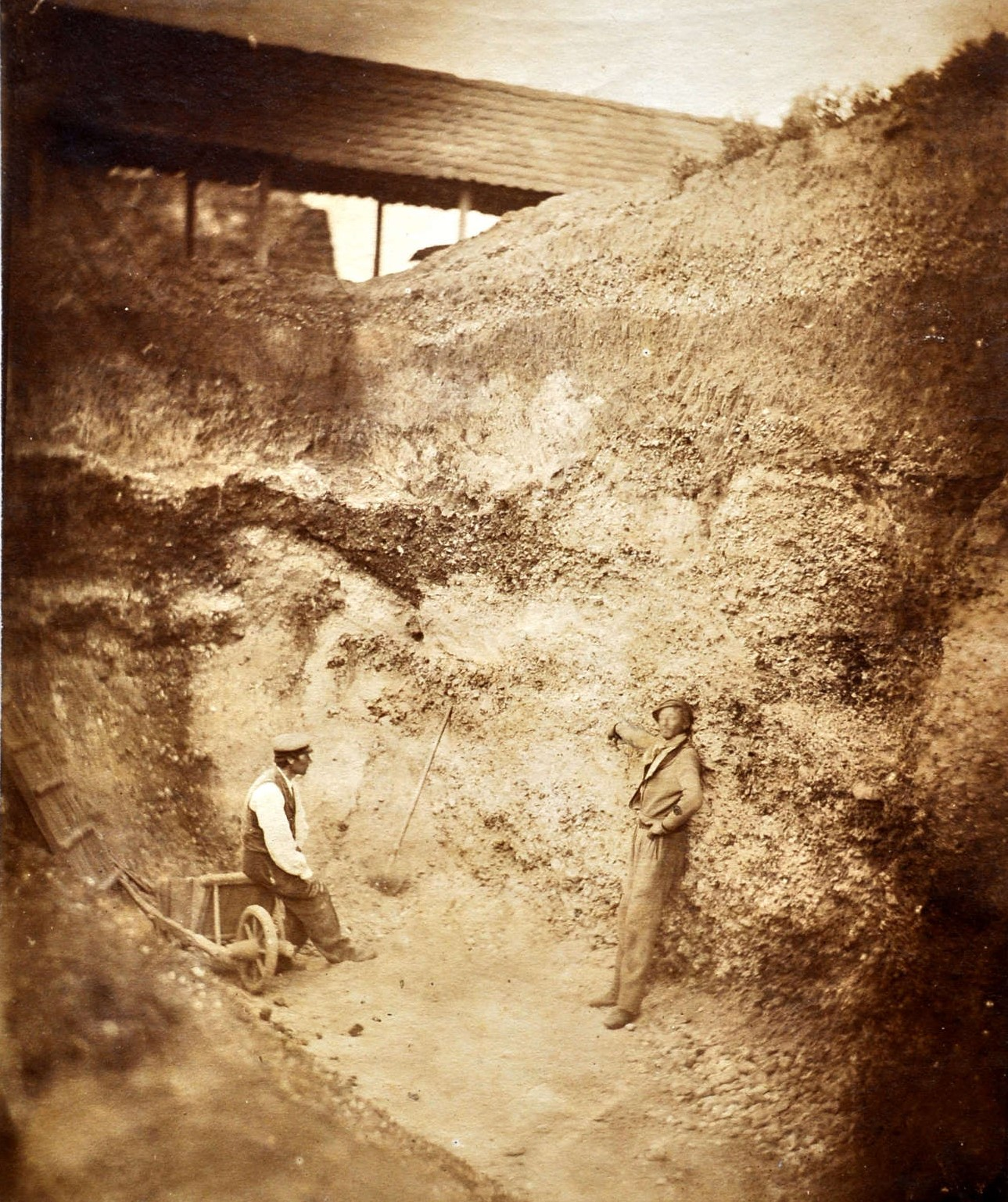
Carrière de Saint-Acheul à Amiens le 27 avril 1859. Un des ouvriers désigne un biface laissé en place.

- 26 avril : les géologues britanniques John Evans et Joseph Prestwich, à la suite de Hugh Falconer qui a rencontré Jacques Boucher de Perthes le 1er novembre 1858, se rendent à Abbeville et Amiens et constatent in situ l'association à des niveaux stratigraphiques profonds de pierres taillées et de restes fossiles d'espèces animales disparues. Ils ouvrent la voie à l'acceptation de la haute antiquité de l'Homme et à la reconnaissance des travaux de Jacques Boucher de Perthes[2].

- 19 mai : Paul Broca fonde la Société d'anthropologie de Paris qui sera le lieu d'intenses débats scientifiques sur l'origine de l'homme, les races, l'intelligence et le fonctionnement du cerveau[3].
- 20 juin : décret ordonnant l'introduction du système métrique au Portugal au 1er janvier 1860[4].
- 21 juin : le photographe et inventeur français René Dagron dépose un  brevet pour un procédé de microfilm[5].

- 24 août : l'inventeur français Ferdinand Carré dépose un brevet pour un système de réfrigération à absorption de gaz[6].

- 23 septembre : l'ingénieur catalan Narcís Monturiol i Estarriol lance l’Ictineo, un prototype de sous-marin dans le port de Barcelone[7].

- 3 novembre : Charles Darwin lit devant la Linnean Society of London un article d'Alfred Russel Wallace intitulé On the Zoological Geography of the Malay Archipelago, qui contient la première description de la ligne Wallace[8].
- 8 novembre : le Philosophical Institute of Victoria reçoit une charte royale et devient la Royal Society of Victoria, la principale société savante de Melbourne, en Australie[9].
- 24 novembre :
  - le naturaliste britannique Charles Darwin publie L'Origine des espèces, livre dans lequel il établit l'évolution graduelle des espèces vivantes par le mécanisme de sélection naturelle au sein de chaque espèce[10].
  - lancement à Toulon du premier premier bâtiment de guerre cuirassé de haute mer, la Gloire, conçu par l'ingénieur français Henri Dupuy de Lôme[11].

- Le zoologiste allemand Wilhelm Peters décrit le guppy de l'Orénoque sous le nom de Poecilia reticulata à partir de spécimens collectés au Venezuela[12].

### Sciences physiques
- 26 mars : Edmond Modeste Lescarbault, astronome amateur, prétend avoir observé une nouvelle planète, baptisée Vulcain dont la présence expliquerait les irrégularités observées dans la trajectoire de Mercure calculées par Urbain Le Verrier[13]. En fait, celles-ci sont expliquées par la théorie de la relativité d'Albert Einstein en 1916 et l'hypothèse Vulcain est abandonnée[14].
- 28 août-2 septembre : éruption solaire historique provoquant des aurores boréales visibles jusqu’aux tropiques. Le 1er septembre, l'astronome britannique Richard Carrington est le premier à observer une éruption solaire[15].

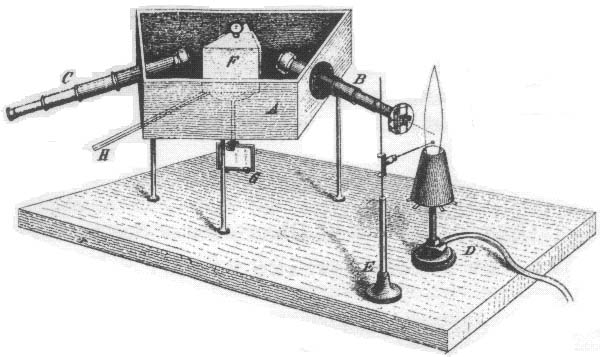
Le spectroscope de Kirchhoff-Bunsen.

- 27 octobre : dans une note sur les raies de Fraunhofer communiquée à l'Académie des sciences de Berlin[16], le physicien allemand Gustav Kirchhoff énonce la loi du rayonnement thermique et ouvre la voie à la spectroscopie et à l'analyse spectrale qu'il développe avec Robert Bunsen[17].
- Novembre : le chimiste français Charles Adolphe Wurtz publie dans les Comptes rendus de l'Académie des sciences sa découverte de la synthèse de l'oxyde d'éthylène et l'éthylène glycol[18].

- Le physicien français Gaston Planté invente le premier accumulateur électrique rechargeable, la batterie au plomb[19].
- Le chimiste russe Alexandre Boutlerov synthétise l'hexamine et le formaldéhyde[20].
- Le chimiste allemand August Wilhelm von Hofmann isole l'acide sorbique[21].
- Le chimiste allemand Rudolph Fittig synthétise le pinacol grâce à la réaction de couplage pinacolique[22].

## Publications
- Charles Darwin : On the Origin of Species by Means of Natural Selection, or the Preservation of Favoured Races in the Struggle for Life, Londres, John Murray, 24 novembre 1859, consultable en ligne.

- Joseph Dalton Hooker : Introductory essay to Flora Tasmaniae. Il annonce son soutien à la théorie évolutionniste de Darwin.
- Florence Nightingale : Notes on Nursing : What it is and What it is Not.
- Félix Archimède Pouchet : Hétérogénie, ou traité de la génération spontanée, Baillières, Paris, en ligne sur Google Livres.

## Prix
- Médailles de la Royal Society
  - Médaille Copley : Wilhelm Weber, physicien allemand
  - Médaille royale : Arthur Cayley, George Bentham

- Médailles de la Geological Society of London
  - Médaille Wollaston de Société géologique de Londres : Charles Darwin

- Académie des sciences de Paris
  - Prix Lalande :  R. Luther qui a, le 22 septembre 1859, découvert la planète Mnémosyne
  - Prix Jecker : Charles Adolphe Wurtz pour ses travaux sur le glycol et ses dérivés, et sur les alcalis oxygénés

## Naissances

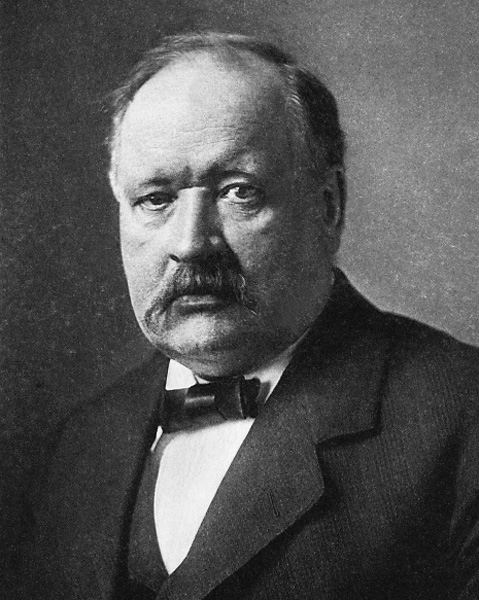
Svante August Arrhenius

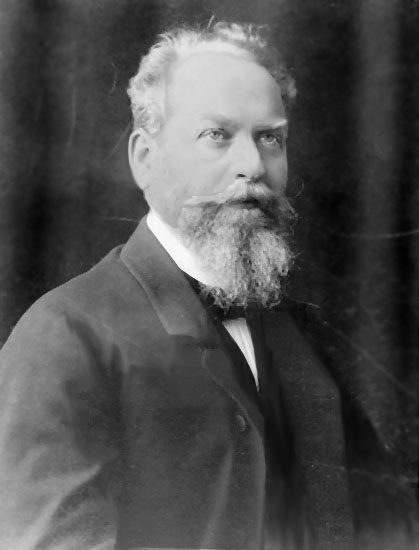
Edmund Husserl

- 15 janvier : Nathaniel Lord Britton (mort en 1934), géologue et botaniste américain.
- 11 février : Charles Jules Edmée Brongniart (mort en 1899), entomologiste et paléontologue français.
- 19 février :
  - Svante August Arrhenius (mort en 1927), chimiste suédois, prix Nobel de chimie en 1903.
  - Alfred Harker (mort en 1939), géologue britannique.
- 28 février : Florian Cajori (mort en 1930), historien des mathématiques américano-suisse.
- 29 mars : Auguste Béhal (mort en 1941), chimiste français.
- 2 avril : Henry Francis Herbert Thompson (mort en 1944), égyptologue britannique.
- 8 avril : Edmund Husserl (mort en 1938), philosophe, logicien et mathématicien allemand, fondateur de la phénoménologie.
- 20 avril : Vincenzo Cerulli (mort en 1927), astronome italien.
- 25 avril : Giacomo Boni (mort en 1925), archéologue, architecte et homme politique italien.
- 27 avril : William Dittmar (mort en 1951), chimiste allemand.
- 8 mai : Johan Jensen, (mort en 1925), mathématicien et ingénieur danois.
- 9 mai : Gustav Tornier (mort en 1938), zoologiste et paléontologue allemand.
- 15 mai : Pierre Curie (mort en 1906), physicien français, prix Nobel de physique en 1903.
- 18 mai : Carl Bezold (mort en 1922), orientaliste et assyriologue allemand.
- 23 mai : René Nicklès (mort en 1917), géologue français.
- 3 juillet : Pierre Termier (mort en 1930), géologue français.
- 18 juillet : Léon Autonne (mort en 1916), ingénieur et mathématicien français.
- 27 juillet : Ernst Hans Ludwig Krause (mort en 1942), botaniste allemand.
- 28 juillet : Hermann Hilprecht (mort en 1925), archéologue américain d'origine allemande, spécialiste d'assyriologie.
- 19 août : Paul Raymond (mort en 1944), médecin et préhistorien français.
- 28 août : Emilio Augusto Goeldi (mort en 1917), médecin suisse.
- 1er septembre : Victor Loret (mort en 1946), égyptologue français.
- 17 septembre : Frank Dawson Adams (mort en 1942), géologue canadien.
- 18 septembre : Frédéric Chaplet (mort en 1925), industriel et scientifique français.
- 16 octobre : Daisy Bates (morte en 1951), journaliste et anthropologue australienne d'origine irlandaise.
- 5 novembre : Walter Wislicenus (mort en 1905), astronome allemand.
- 2 décembre : Ludwig Knorr (mort en 1921), chimiste allemand.
- 5 décembre : Charles Henry Gilbert (mort en 1928), ichtyologiste américain.
- 6 décembre : Lucien March (mort en 1933), démographe et ingénieur statisticien français.
- 16 décembre : Menyhért Palágyi (mort en 1924), philosophe, mathématicien et physicien hongrois.

## Décès

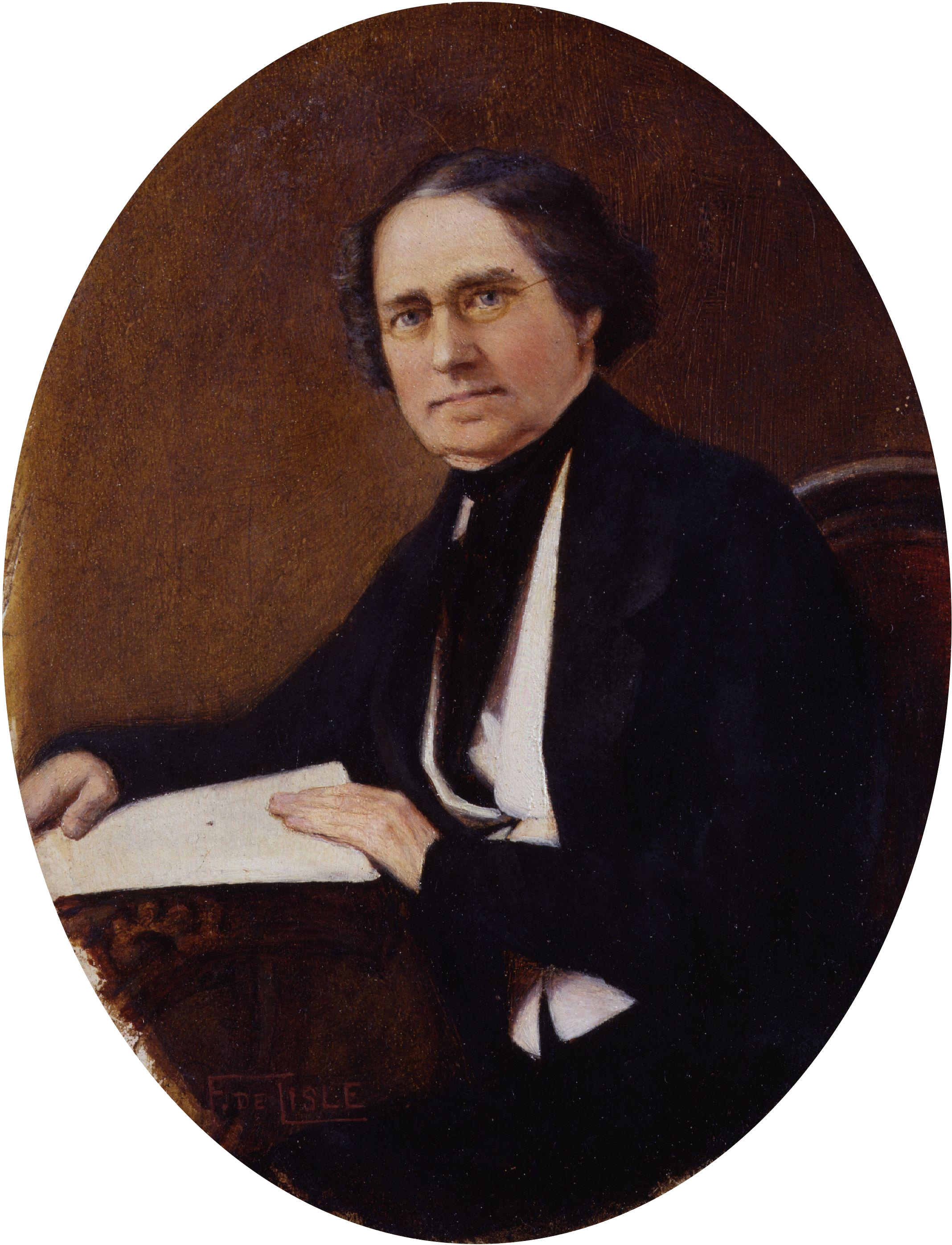
Dionysius Lardner

- 28 janvier : Carl Adolph Agardh (né en 1785), botaniste, mathématicien, économiste et homme politique suédois suédois.
- 29 janvier : William Cranch Bond (né en 1789), astronome américain.
- 12 février : Samuel Stutchbury (né en 1798), naturaliste et géologue britannique.
- 19 avril : Carl Philipp Sprengel (né en 1787), botaniste allemand.
- 20 avril : Ignace Venetz (né en 1788), ingénieur, naturaliste, hydrologue et glaciologue suisse.
- 29 avril : Dionysius Lardner (né en 1793), physicien irlandais.
- 1er mai : John Walker (né en 1781), chimiste anglais.
- 6 mai : Alexander von Humboldt (né en 1769), naturaliste et explorateur allemand.
- 5 juillet : Charles Cagniard de Latour (né en 1777), ingénieur et physicien français.
- 14 juillet :
  - Thomas Horsfield (né en 1773), médecin et naturaliste américain.
  - Auguste Le Prévost (né en 1787), géologue, philologue, archéologue et historien français.
- 17 août : Charles Jean Louis Delastre (né en 1772), avocat et botaniste français.
- 28 août : Louis Rendu (né en 1789), géologue et glaciologue savoisien, évêque d'Annecy.
- 10 septembre : Thomas Nuttall (né en 1786), naturaliste britannique.
- 15 septembre : Isambard Kingdom Brunel (né en 1806), ingénieur britannique.
- 21 septembre : Charles Hamilton Smith (né en 1776), militaire, naturaliste, artiste et collectionneur d'antiquités britannique.
- 12 octobre : Robert Stephenson (né en 1803), ingénieur civil britannique.
- 22 novembre : Charles Lenormant (né en 1802), archéologue, égyptologue et numismate français.
- 26 décembre : Johann Friedrich Ludwig Hausmann (né en 1782), minéralogiste et géologue allemand.